# Прапор Забродів
Прапор Забродів затверджений 18 листопада 2008 року сесією Забродівської сільської ради.

## Опис
Квадратне полотнище прапора розділене висхідною діагоналлю на верхню зелену і нижню жовту частини. У центрі зеленої частини жовта підкова. У центрі жовтої частини кущ полуниці із зеленим листям і червоними ягодами.